# Agnes Knochenhauer
Agnes Knochenhauer (ur. 5 maja 1989 w Sztokholmie) – szwedzka curlerka, mistrzyni i multimedalistka olimpijska z zimowych igrzysk 2014, 2018 i 2022, wicemistrzyni świata i mistrzyni Europy.

## Udział w zawodach międzynarodowych

### Kariera juniorska
| Rok  | Impreza                     | Gospodarz | Skip drużyny    | Pozycja | Miejsce    |
| ---- | --------------------------- | --------- | --------------- | ------- | ---------- |
| 2009 | Mistrzostwa Świata Juniorów | Vancouver | Anna Hasselborg | trzecia | 6. miejsce |
| 2010 | Mistrzostwa Świata Juniorów | Flims     | Anna Hasselborg | druga   | 1. miejsce |

### Kariera seniorska
| Rok  | Impreza                     | Gospodarz     | Skip drużyny           | Pozycja   | Miejsce    |
| ---- | --------------------------- | ------------- | ---------------------- | --------- | ---------- |
| 2010 | Mistrzostwa Europy          | Champéry      | Stina Viktorsson       | rezerwowa | 1. miejsce |
| 2012 | Mistrzostwa Europy          | Karlstad      | Margaretha Sigfridsson | rezerwowa | 3. miejsce |
| 2013 | Mistrzostwa Świata Kobiet   | Ryga          | Margaretha Sigfridsson | rezerwowa | 2. miejsce |
| 2013 | Mistrzostwa Europy          | Stavanger     | Margaretha Sigfridsson | rezerwowa | 1. miejsce |
| 2014 | Zimowe Igrzyska Olimpijskie | Soczi         | Margaretha Sigfridsson | rezerwowa | 2. miejsce |
| 2014 | Mistrzostwa Europy          | Champéry      | Anna Hasselborg        | trzecia   | 5. miejsce |
| 2016 | Mistrzostwa Świata Kobiet   | Swift Current | Margaretha Sigfridsson | rezerwowa | 9. miejsce |
| 2016 | Mistrzostwa Europy          | Glasgow       | Anna Hasselborg        | druga     | 2. miejsce |
| 2017 | Mistrzostwa Świata Kobiet   | Pekin         | Anna Hasselborg        | druga     | 4. miejsce |
| 2017 | Mistrzostwa Europy          | St. Gallen    | Anna Hasselborg        | druga     | 2. miejsce |
| 2018 | Zimowe Igrzyska Olimpijskie | Pjongczang    | Anna Hasselborg        | druga     | 1. miejsce |
| 2018 | Mistrzostwa Świata Kobiet   | North Bay     | Anna Hasselborg        | druga     | 2. miejsce |
| 2018 | Mistrzostwa Europy          | Tallinn       | Anna Hasselborg        | druga     | 1. miejsce |
| 2019 | Mistrzostwa Świata Kobiet   | Silkeborg     | Anna Hasselborg        | druga     | 2. miejsce |
| 2019 | Mistrzostwa Europy          | Helsingborg   | Anna Hasselborg        | druga     | 1. miejsce |
| 2021 | Mistrzostwa Świata Kobiet   | Calgary       | Anna Hasselborg        | druga     | 4. miejsce |
| 2021 | Mistrzostwa Europy          | Lillehammer   | Anna Hasselborg        | druga     | 2. miejsce |
| 2022 | Zimowe Igrzyska Olimpijskie | Pekin         | Anna Hasselborg        | druga     | 3. miejsce |
| 2022 | Mistrzostwa Świata Kobiet   | Prince George | Anna Hasselborg        | druga     | 4. miejsce |